# Belchenflue
Belchenflue es el nombre de un monte en el noroeste de Suiza.

## Nombre
Belchenflue es una palabra compuesta de Belchen y Fluh (roca). Otros nombres para el monte son Bölchen (una modificación de Belchen) y Schweizer Belchen (Belchen suizo) que es una precisión, porque hay otros montes en las cordilleras cercanas de los Vosgos y la Selva Negra que son llamados Belchen.

## Geografía
El monte de una altura de 1099 m está ubicado en el Jura Suizo.

## Enlaces
- Wikimedia Commons alberga una categoría multimedia sobre Belchenflue.
- Belchen Suizo: ¡Bienvenidos al Belchen Suizo
- Vacaciones Basilea: Belchenflue (Bölchen)